# 소설극장
소설극장은 KBS 3라디오(수도권 FM 104.9MHz, AM 1134kHz)에서 방송되는 시각장애인을 위한 소설 낭독 라디오 드라마이다.
생방송은 매일 오전 11시 40분부터 낮 12시까지, 재방송은 매일 밤 8시 20분부터 밤 8시 40분까지, 그리고 KBS 1라디오(전국, 수도권 기준 FM 97.3MHz, AM 711kHz) 재방송은 매일 새벽 4시 20분부터 새벽 4시 40분까지이다. 단, 이 프로그램은 모두 전국방송이다.

## 역사
1995년 12월 20일 KBS 3라디오의 전신이었던 KBS 1라디오 SCA 방송 개국과 함께 첫방송을 시작해, 2000년 1월 1일 KBS 3라디오 개국 및 전환과 함께 이 프로그램도 같이 넘어와 현재까지 방송되고 있다.

## 역대 방송시간
| 방송 채널               | 방송 기간                           | 방송 시간 |
| ----------------------- | ----------------------------------- | --- |
| KBS 1라디오 SCA 방송    | 1995년 12월 20일 ~ 1999년 12월 31일 | 매일 오전 10:30 ~ 오전 11:00 (생방송), 매일 저녁 6:30 ~ 저녁 7:00 (재방송)                                         |
| KBS 3라디오             | 2000년 1월 1일 ~ 2001년 4월 8일     | 매일 밤 9:20 ~ 밤 9:40                                                                                             |
| KBS 3라디오             | 2001년 4월 9일 ~ 2002년 10월 20일   | 매일 밤 9:40 ~ 밤 10:00                                                                                            |
| KBS 3라디오             | 2002년 10월 21일 ~ 2003년 10월 19일 | 매일 밤 8:40 ~ 밤 9:00 (생방송), 매일 새벽 1:40 ~ 새벽 2:00 (재방송)                                               |
| KBS 3라디오             | 2003년 10월 20일 ~ 2004년 4월 25일  | 매일 아침 7:30 ~ 아침 8:00 (생방송), 매일 밤 9:30 ~ 밤 10:00 (재방송)                                              |
| KBS 3라디오             | 2004년 4월 26일 ~ 2004년 10월 17일  | 매일 아침 7:40 ~ 아침 8:00 (생방송), 매일 오후 3:40 ~ 오후 4:00 (재방송)                                           |
| KBS 3라디오             | 2004년 10월 18일 ~ 2006년 4월 23일  | 매일 오전 11:40 ~ 낮 12:00 (생방송), 매일 오후 3:20 ~ 오후 3:40 (재방송)                                           |
| KBS 3라디오             | 2006년 4월 24일 ~ 2011년 11월 6일   | 매일 오전 11:40 ~ 낮 12:00 (생방송), 매일 밤 8:20 ~ 밤 8:40 (재방송)                                               |
| KBS 3라디오             | 2019년 6월 10일 ~ 2021년 1월 31일   | 매일 오전 11:40 ~ 낮 12:00 (생방송), 매일 밤 8:20 ~ 밤 8:40 (재방송)                                               |
| KBS 3라디오             | 2011년 11월 7일 ~ 2014년 12월 31일  | 매일 오전 11:40 ~ 낮 12:00 (생방송), 매일 밤 10:20 ~ 밤 10:40 (재방송)                                             |
| KBS 3라디오             | 2015년 1월 1일 ~ 2019년 6월 9일     | 매일 오전 11:40 ~ 낮 12:00 (생방송), 매일 밤 11:20 ~ 밤 11:40 (재방송)                                             |
| KBS 3라디오 KBS 1라디오 | 2021년 2월 1일 ~ 현재               | 매일 오전 11:40 ~ 낮 12:00 (3R 생방송), 매일 밤 8:20 ~ 밤 8:40 (3R 재방송), 매일 새벽 4:20 ~ 새벽 4:40 (1R 본방송) |